# Dow Corning Tennis Classic
El Dow Corning Tennis Classic es un torneo de tenis del Circuito ITF Femenino. Se juega en febrero-marzo de cada año en Midland, Michigan, Estados Unidos. Desde 2010 ha sido una categoría torneo de $100.000.

## Campeones

### Individuales
| Años                          | Campeona             | Subcampeona          | Resultado           |
| ----------------------------- | -------------------- | -------------------- | ------------------- |
| ↓ Torneos de $75,000 event ↓  |                      |                      |                     |
| 1994                          | Brenda Schultz       | Meredith McGrath     | 6–2, 1–0 Retiro     |
| 1996                          | Anna Kournikova      | Lindsay Lee          | 7-6, 6-1            |
| 1997                          | Kimberly Po          | Meilen Tu            | 6-2, 6-3            |
| 1998                          | Alexander Stevenson  | Samantha Reeves      | 7-6, 6-1            |
| 1999                          | Anne Kremer          | Tara Snyder          | 3-6, 6-1, 7-5       |
| 2000                          | Nicole Pratt         | Yuka Yoshida         | 6-4, 6-3            |
| 2001                          | Cho Yoon-jeong       | Tara Snyder          | 6-3, 6-1            |
| 2002                          | Li Na                | Mashona Washington   | 6-1, 6-2            |
| 2003                          | Bianka Lamade        | Laura Granville      | 6-3, 1-6, 6-4       |
| 2004                          | Jill Craybas         | Nicole Vaidišová     | 6-2, 6-4            |
| 2005                          | Laura Granville      | Cho Yoon-jeong       | 6-3, 3-6, 7-6(6)    |
| 2006                          | María Emilia Salerni | Vasilisa Bardina     | 6-3, 3-6, 6-4       |
| 2007                          | Jill Craybas         | Laura Granville      | 2-6, 6-3, 6-3       |
| 2008                          | Laura Granville      | Ashley Harkleroad    | 6-1, 6-1            |
| 2009                          | Lucie Hradecka       | Eleni Daniilidou     | 6-3, 6-3            |
| ↓ Torneos de $100,000 event ↓ |                      |                      |                     |
| 2010                          | Elena Baltacha       | Lucie Hradecka       | 5-7, 6-2, 6-3       |
| 2011                          | Lucie Hradecka       | Irina Falconi        | 6-4, 6-4            |
| 2012                          | Olga Govortsova      | Magdalena Rybarikova | 6-3, 6-7(6), 7-6(5) |
| 2013                          | Lauren Davis         | Ajla Tomljanovic     | 6-3, 2-6, 7-6(2)    |
| 2014                          | Heather Watson       | Ksenia Pervak        | 6-4, 6-0            |
| 2015                          | Tatjana Maria        | Louisa Chiricoc      | 6–2, 6–0            |
| 2016                          | Naomi Broady         | Robin Anderson       | 6–7(6), 6–0, 6–2    |
| 2017                          | Tatjana Maria        | Naomi Broady         | 6–4, 6–7(6), 6–4    |
| 2018                          | Madison Brengle      | Jamie Loeb           | 6–1, 6–2            |
| 2019                          | Caty McNally         | Jessica Pegula       | 6–2, 6–4            |
| 2020                          | Shelby Rogers        | Anhelina Kalinina    | w/o                 |
| ↓ Torneos de $125,000 event ↓ |                      |                      |                     |
| 2021                          | Madison Brengle      | Robin Anderson       | 6–2, 6–4            |
| 2022                          | Caty McNally         | Anna-Lena Friedsam   | 6–3, 6–2            |
| 2023                          | Anna Kalinskaya      | Jana Fett            | 7–5, 6–4            |
| 2024                          | Rebecca Marino       | Alycia Parks         | 6–2, 6–1            |

### Dobles
| Años                          | Campeona                             | Subcampeona                          | Resultado             |
| ----------------------------- | ------------------------------------ | ------------------------------------ | --------------------- |
| ↓ Torneos de $75,000 event ↓  |                                      |                                      |                       |
| 1994                          | Erica Adams Jeri Ingram              | Tracy Morton Vickie Paynter          | 6–1, 5–7, 6–4         |
| 1995                          | Chanda Rubin Brenda Schultz          | Laxmi Poruri Varalee Sureephong      | 6–3, 6–2              |
| 1996                          | Angela Lettiere Corina Morariu       | Katrina Adams Debbie Graham          | 7–6, 7–6              |
| 1997                          | Angela Lettiere Nana Miyagi          | Janet Lee Lindsay Lee                | 6–3, 6–2              |
| 1998                          | Catherine Barclay Kerry-Anne Guse    | Olga Barabanschikova Erika de Lone   | 6–2, 6–4              |
| 1999                          | Liezel Horn Samantha Smith           | Kirstin Freye Sonya Jeyaseelan       | 7–6, 0–6, 7–5         |
| 2000                          | Esme de Villiers Rika Hiraki         | Surina de Beer Tzipi Obziler         | 6–1, 1–6, 6–1         |
| 2001                          | Yvette Basting Elena Tatarkova       | Jennifer Hopkins Petra Rampre        | 3–6, 7–6(4), 6–4      |
| 2002                          | Janet Lee Elena Tatarkova            | Maria Geznenge Michaela Paštiková    | 6–1, 6–3              |
| 2003                          | Teryn Ashley Abigail Spears          | Bethanie Mattek Shenay Perry         | 6–1, 4–6, 6–4         |
| 2004                          | Sofia Arvidsson Åsa Svensson         | Allison Baker Tara Snyder            | 7–6(5), 6–2           |
| 2005                          | Yuliya Beygelzimer Kelly McCain      | Anna Bastrikova Iryna Kuryanovich    | 6–2, 6–4              |
| 2006                          | Milagros Sequera Meilen Tu           | María José Argeri Leticia Sobral     | 4–6, 7–5, 6–4         |
| 2007                          | Laura Granville Abigail Spears       | Maureen Drake Stéphanie Dubois       | 6–4, 3–6, 6–3         |
| 2008                          | Ashley Harkleroad Shenay Perry       | Surina de Beer Rika Fujiwara         | 3–6, 6–4, [10–6]      |
| 2009                          | Chen Yi Rika Fujiwara                | Melinda Czink Lindsay Lee-Waters     | 7–5, 7–6(5)           |
| ↓ Torneos de $100,000 event ↓ |                                      |                                      |                       |
| 2010                          | Lucie Hradecka Laura Granville       | Lilia Osterloh Anna Tatishvili       | 7-6(3) , 3-6, [12-10] |
| 2011                          | Jamie Hampton Anna Tatishvili        | Irina Falconi Alison Riesgos         | Walkover              |
| 2012                          | Andrea Hlavackova Lucie Hradecka     | Vesna Dolonts Stéphanie Foretz Gacon | 7-6(4), 6-2           |
| 2013                          | Melinda Czink Mirjana Lučić-Baroni   | Maria Fernanda Alves Samantha Murray | 5-7, 6-4, [10-7]      |
| 2014                          | Anna Tatishvili Heather Watson       | Sharon Fichman María Sánchez         | 7-5, 5-7, [10-6]      |
| 2015                          | Julie Coin Emily Webley-Smith        | Jacqueline Cako Sachia Vickery       | 4–6, 7–6(4), [11–9]   |
| 2016                          | Catherine Bellis Ingrid Neel         | Naomi Broady Shelby Rogers           | 6–2, 6–4              |
| 2017                          | Ashley Weinhold Caitlin Whoriskey    | Kayla Day Caroline Dolehide          | 7–6(1), 6–3           |
| 2018                          | Kaitlyn Christian Sabrina Santamaria | Jessica Pegula María Sánchez         | 7–5, 4–6, [10–8]      |
| 2019                          | Olga Govortsova Valeria Savinykh     | Cori Gauff Ann Li                    | 6–4, 6–0              |
| 2020                          | Caroline Dolehide María Sánchez      | Valeria Savinykh Yanina Wickmayer    | 6–3, 6–4              |
| ↓ Torneos de $125,000 event ↓ |                                      |                                      |                       |
| 2021                          | Harriet Dart Asia Muhammad           | Peangtarn Plipuech Aldila Sutjiadi   | 6–3, 2–6, [10–7]      |
| 2022                          | Asia Muhammad Alycia Parks           | Anna-Lena Friedsam Nadiia Kichenok   | 6–2, 6–3              |
| 2023                          | Hailey Baptiste Whitney Osuigwe      | Sophie Chang Ashley Lahey            | 2–6, 6–2, [10–1]      |
| 2024                          | Emily Appleton Maia Lumsden          | Ariana Arseneault Mia Kupres         | 6–2, 4–6, [10–5]      |